# Lonely (Justin Bieber e Benny Blanco)
Lonely è un singolo del cantante canadese Justin Bieber e del produttore discografico statunitense Benny Blanco, pubblicato il 16 ottobre 2020 come secondo estratto dal sesto album in studio di Justin Bieber Justice.

## Descrizione
Lonely segna la quinta collaborazione tra Justin Bieber e Benny Blanco, ma è la prima in cui Blanco è accreditato come artista principale. Le loro precedenti collaborazioni sono Eenie Meenie e Somebody to Love nel 2010, Love Yourself nel 2015 e Cold Water nel 2016. Parlando della canzone, il produttore ha rivelato che Bieber era «veramente nervoso» e ha riflettuto sulla possibilità di non pubblicarla.
Lonely è una ballata emotiva con un arrangiamento minimalista e presenta un cupo accompagnamento di pianoforte elettrico. Ha una durata di due minuti e ventinove secondi. Nel testo il cantante riflette sugli effetti del denaro e della fama, così come sugli ostacoli che ha dovuto affrontare durante la sua carriera, comprese alcune percezioni e critiche con cui ha dovuto fare i conti mentre stava guadagnando fama nell'adolescenza e i sentimenti di isolamento e solitudine che ha provato quando non è riuscito a trovare qualcuno che potesse relazionarsi con la sua situazione e fornirgli supporto emotivo. Ammette anche i passi falsi che ha commesso lungo la strada.

## Pubblicazione
Lonely è stato pubblicato sulle piattaforme di download digitale e di streaming alle 6 del mattino (ora italiana) del 16 ottobre 2020. È entrato in rotazione radiofonica nelle stazioni mainstream statunitensi a partire dal successivo 20 ottobre.

## Video musicale
Il video musicale del brano è stato presentato in anteprima su YouTube del cantante in concomitanza con la pubblicazione commerciale del singolo. È stato diretto dal regista statunitense Jake Schreier e ha come protagonista l'attore canadese Jacob Tremblay, che interpreta una versione più giovane di Bieber.
Il video si apre con Tremblay seduto da solo in un camerino, che si guarda allo specchio. È vestito come Bieber nei primi giorni della sua carriera, con i capelli a scodella, una felpa viola con cappuccio, giacca e jeans bianchi, e un paio di scarpe da ginnastica viola. Blanco fa la sua comparsa mentre entra nella stanza per avvisare Tremblay che è ora di salire sul palco. Tremblay quindi procede a prendere una mazza da hockey su ghiaccio e si esercita brevemente, prima di uscire dallo spogliatoio. Mentre il video procede, Tremblay cammina da solo nel backstage, per poi finire sul palco di fronte a un teatro vuoto, dove afferma: «I'm so lonely». Quando la telecamera si allontana, Bieber si rivela essere l'unico spettatore.

## Tracce
Testi e musiche di Justin Bieber, Benjamin Levin e Finneas O'Connell.
Download digitale
1. Lonely – 2:29

Download digitale – Acoustic
1. Lonely (Acoustic) – 2:35

## Formazione
- Justin Bieber – voce
- Benny Blanco – strumentazione, programmazione, tastiera, produzione, ingegneria del suono, assistenza al missaggio
- Finneas – strumentazione, programmazione, tastiera, produzione, ingegneria del suono, assistenza al missaggio
- Josh Gudwin – produzione vocale, ingegneria del suono
- Chris "Tek" O'Ryan – Melodyne, ingegneria del suono
- Josh Gudwin – missaggio, assistenza al missaggio
- Elijah Marrett-Hitch – assistenza al missaggio
- Devin Nakao – assistenza al missaggio
- Chris Gehringer – mastering

## Classifiche

### Classifiche settimanali
| Classifica (2020-21) | Posizione massima |
| -------------------- | ----------------- |
| Australia            | 11                |
| Austria              | 7                 |
| Belgio (Fiandre)     | 6                 |
| Belgio (Vallonia)    | 37                |
| Canada               | 1                 |
| Danimarca            | 4                 |
| Finlandia            | 6                 |
| Francia              | 35                |
| Germania             | 9                 |
| Grecia               | 11                |
| Irlanda              | 7                 |
| Islanda              | 10                |
| Italia               | 56                |
| Lituania             | 6                 |
| Malaysia             | 1                 |
| Norvegia             | 1                 |
| Nuova Zelanda        | 12                |
| Paesi Bassi          | 2                 |
| Perù                 | 97                |
| Polonia              | 45                |
| Portogallo           | 5                 |
| Regno Unito          | 17                |
| Repubblica Ceca      | 24                |
| Singapore            | 4                 |
| Slovacchia           | 10                |
| Spagna               | 38                |
| Stati Uniti          | 12                |
| Svezia               | 9                 |
| Svizzera             | 5                 |
| Ungheria             | 5                 |

### Classifiche di fine anno
| Classifica (2020) | Posizione |
| ----------------- | --------- |
| Danimarca         | 192       |
| Paesi Bassi       | 85        |
| Portogallo        | 149       |
| Ungheria          | 68        |
| Classifica (2021) | Posizione |
| Belgio (Fiandre)  | 89        |
| Canada            | 58        |
| Danimarca         | 94        |
| Portogallo        | 78        |
| Stati Uniti       | 65        |